# Stanhopea lietzei
Stanhopea lietzei är en orkidéart som först beskrevs av Eduard August von Regel, och fick sitt nu gällande namn av Rudolf Schlechter. Stanhopea lietzei ingår i släktet Stanhopea och familjen orkidéer. Inga underarter finns listade i Catalogue of Life.

## Bildgalleri

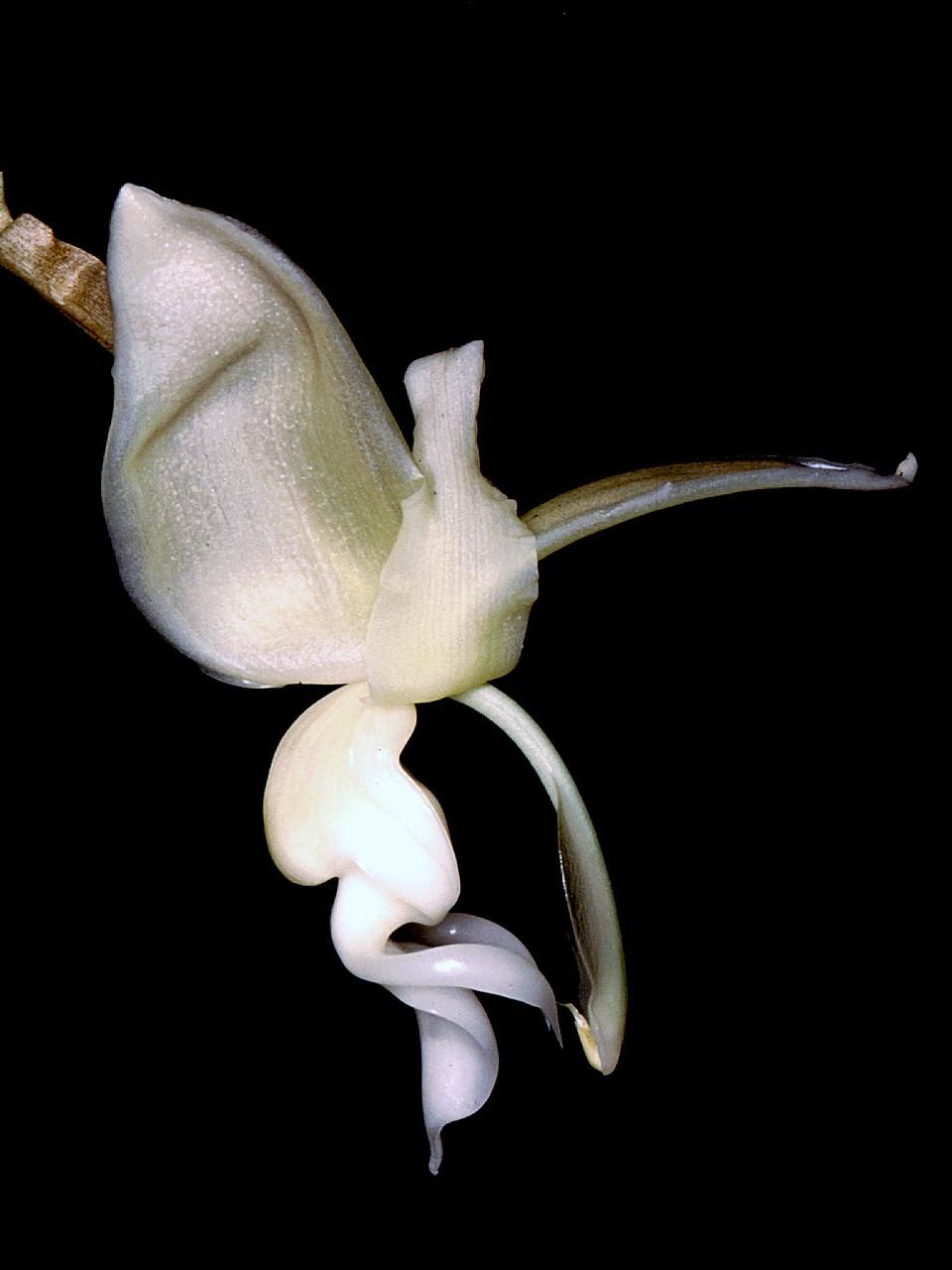